# أربع زيجات وجنازة (فلم)
أربع زيجات وجنازة (بالإنجليزية: Four Weddings and a Funeral) هو فيلم كوميدي تم إنتاجه في المملكة المتحدة وصدر في سنة 1994. الفيلم من إخراج مايك نيويل.

## بطولة
- هيو غرانت
- جون هانا
- كريستين سكوت توماس

## الميزانية والإيرادات
بلغت تكلفة إنتاج الفيلم حوالي 4.4 مليون دولار بينما حقق أرباحا تقدر بـ 245,700,832 دولار.

### ترشيحات وجوائز
| السنة | الحدث  | الفئة     | النتيجة |
| ----- | ------ | --------- | ------- |
|       | أوسكار | أفضل فيلم | ترشـيـح |

## وصلات خارجية
- مقالات تستعمل روابط فنية بلا صلة مع ويكي بيانات